# Isaac Herzog
Isaac "Bougie" Herzog (tiếng Hebrew: יצחק "בוז׳י" הרצוג, đã Latinh hoá: Yitskhak "Buzhi" Hertsog; sinh 22 tháng 9 1960) là một chính gia Israel đảm nhiệm chức vụ tổng thống Israel thứ 11 từ ngày 7 tháng 7 2021.
Con trai của cựu tổng thống Israel Chaim Herzog, ông là một luật sư và đảm nhiệm chức vụ Thư kí Chính phủ giai đoạn 1999 và 2001. Ông là thành viên của Knesset từ 2003 đến 2018. Ông giữ nhiều chức vụ Bộ trưởng trong giai đoạn 2005 đến 2011, tính cả việc đảm nhiệm chức vụ Bộ trưởng An sinh và Dịch vụ Xã hội từ 2007 đến 2011 dưới quyền hai thủ tướng Ehud Olmert và Benjamin Netanyahu.
Ông đảm nhiệm chức vụ chủ tịch của Đảng Lao động Do Thái và liên minh Phục quốc Do Thái giai đoạn 2013 và 2017. Ông đảm nhiệm chức vụ Lãnh đạo Phe Đối lập từ 2013 đến 2018 và là ứng cử viên Đảng Lao động trong cuộc bầu cử năm 2015.
Ông được bầu trong cuộc bầu cử Tổng thống Israel 2020 và nhậm chức vào ngày 7 tháng 7 2021. Ông là tổng thống Israel đầu tiên có cha là cũng là tổng thống.